# 진짜
《진짜》(Really)는 한국에서 제작된 박재영 감독의 2006년 드라마, 코미디, 멜로/로맨스 영화이다. 안현빈 등이 주연으로 출연하였다.

## 출연

### 주연
- 안현빈
- 유한준
- 홍가영

## 기타
- 조명: 강호규
- 녹음: 안성일